# Tellier T.5
Il Tellier T.5 fu un idrovolante biplano da ricognizione marittima sviluppato dall'azienda aeronautica francese Société A. Tellier et Cie di Neuilly-sur-Seine nella seconda metà anni dieci del XX secolo e rimasto allo stadio di prototipo.

## Storia del progetto
Nell'estate del 1917, il comando Aéronavale francese ordinò al costruttore Alphonse Tellier una versione dell'idrovolante Tellier T.4, dotata di più potenti propulsori e armata con un cannone da 47 mm. Il nuovo idrovolante venne progettato dagli ingegneri Tellier e Robert Duhamel, e il prototipo fu completato nell'autunno del 1918.

## Descrizione tecnica
Si trattava di un idrovolante a scafo centrale, con galleggianti stabilizzatori situati sotto l'ala inferiore costruito interamente in legno. La configurazione alare biplana, con formula  sesquiplana, prevedeva tre montanti di collegamento tra le due ali. La propulsione era affidata a due motori, posizionati in tandem, Hispano-Suiza 8B da 250 CV. La potenza totale dei motori era di 500 CV, quindi questo idrovolante veniva spesso designato Tellier 500 ch Hispano-Suiza (o, più semplicemente, Tellier 500 ch). Dato che lo scopo principale dell'idrovolante era quello della caccia ai sottomarini, l'armamento verteva su un potente cannone Hotchkiss Mle. 1885 calibro 40 da 47 mm, che sparava proiettili da 2,5 libbre. Il munizionamento presente a bordo era pari a 10 colpi. L'equipaggio era formato da tre persone, pilota e copilota posti, affiancati, in un abitacolo aperto, mentre il cannoniere era posizionato in un abitacolo aperto all'estremità anteriore delle fusoliera.

## Impiego operativo
Il potente armamento installato fece sì che le autorità militari ordinassero subito 90 esemplari del Tellier T.5 "antisommergibile". Alla fine della prima guerra mondiale, solo un esemplare di Tellier T.5 era stato completato, mentre altri sette non erano stati ancora assemblati. Essi vennero trasferiti, dentro le apposite scatole, presso la base del Centro per l'Aviazione Navale (CAM -Centro ďAviazione Marittima) a Saint Raphaël e poi destinati alla demolizione nel corso del 1919. L'unico esemplare di T.5 volante fu utilizzato per voli dimostrativi in Francia. Per questi scopi il cannone era stato rimosso, e la fusoliera dipinta in un colore scuro. Sulla fusoliera era stata dipinta la frase "Pourqoi pas?" ("Perché no?").

## Utilizzatori
Francia
- Aéronautique navale

### Fonti
1. 1 2  Aviafrance.
2. 1 2 3 4 5 6 7 8 9 10  Airwar.
3. ↑  Williams, Gunstin 2003, p. 93.
4. 1 2 3  Williams, Gunstin 2003, p. 132.
5. ↑  Hydroretro.